# دافيد فراتيسي
دافيد فراتيسي (مواليد 22 سبتمبر 1999) هو لاعب كرة قدم إيطالي يلعب في مركز خط الوسط في نادي إنتر ميلان على سبيل الإعارة من نادي ساسولو.